# Şerifli
Şerifli ist ein Ortsteil (Mahalle) im Landkreis Kozan der türkischen Provinz Adana mit 277 Einwohnern (Stand: Ende 2024). Im Jahr 2011 hatte Şerifli 355 Einwohner.